# Lethe calisto
Lethe calisto är en fjärilsart som beskrevs av John Henry Leech 1891. Lethe calisto ingår i släktet Lethe och familjen praktfjärilar. Inga underarter finns listade i Catalogue of Life.